# Попов, Юрий Всеволодович
Юрий Всеволодович Попов (19 марта 1930 — 30 июля 2021) — советский гребец. Мастер спорта СССР.
Во время Великой Отечественной войны жил в блокадном Ленинграде.
Представлял ленинградское спортивное общество «Труд». Трёхкратный чемпион СССР по академической гребле: 1956 — в четвёрке, 1958 и 1959 — в восьмёрке.
Участник Олимпийских игр 1956 года в Мельбурне, где в четверке с рулевым занял 6 место.
Становился серебряным призёром чемпионата Европы в четверке с рулевым в 1956 году (Югославия) и в восьмёрке в 1957 году (ФРГ). Бронзовый призёр чемпионатов Европы в восьмёрке в 1958 году (Польша) и 1959 году (Франция).
Победитель Хенлейской королевской регаты 1958 года (восьмёрка).